# InterBase
InterBase è un database management system relazionale (RDBMS) attualmente sviluppato e distribuito da Embarcadero. Si distingue da altri RDBMS per il consumo ridotto di risorse e per il buon livello di implementazione delle specifiche SQL.

## Storia
Nel 2000 la Borland (il marchio sotto il quale il prodotto veniva distribuito all'epoca) decise di rendere pubblico il codice sorgente di InterBase 6, rilasciandolo sotto una variante della Mozilla Public License, per poi fare marcia indietro subito dopo e riprenderne lo sviluppo come prodotto commerciale. Da quei sorgenti però nacque il progetto open source Firebird che da quel momento si sviluppò in maniera indipendente.
La XE7 Update 6 è l'ultima versione di giugno 2015.